# Thiago Cota
 Thiago Fellipe Motta Cota  (Mariana, 9 de março de 1985) é um político brasileiro. Atualmente é deputado estadual reeleito pelo MDB. 
Seu pai é Celso Cota, ex-prefeito de Mariana por quatro mandatos.
Nas eleições de 2018, foi candidato a reeleição pelo MDB e foi reeleito com 55.870 votos.